# Práče (Záběhlice)
Práče jsou historická osada na katastrálním území pražských Záběhlic, při Botiči mezi Hostivaří a Záběhlicemi, v blízkosti sídliště Zahradní Město.

## Popis a historie

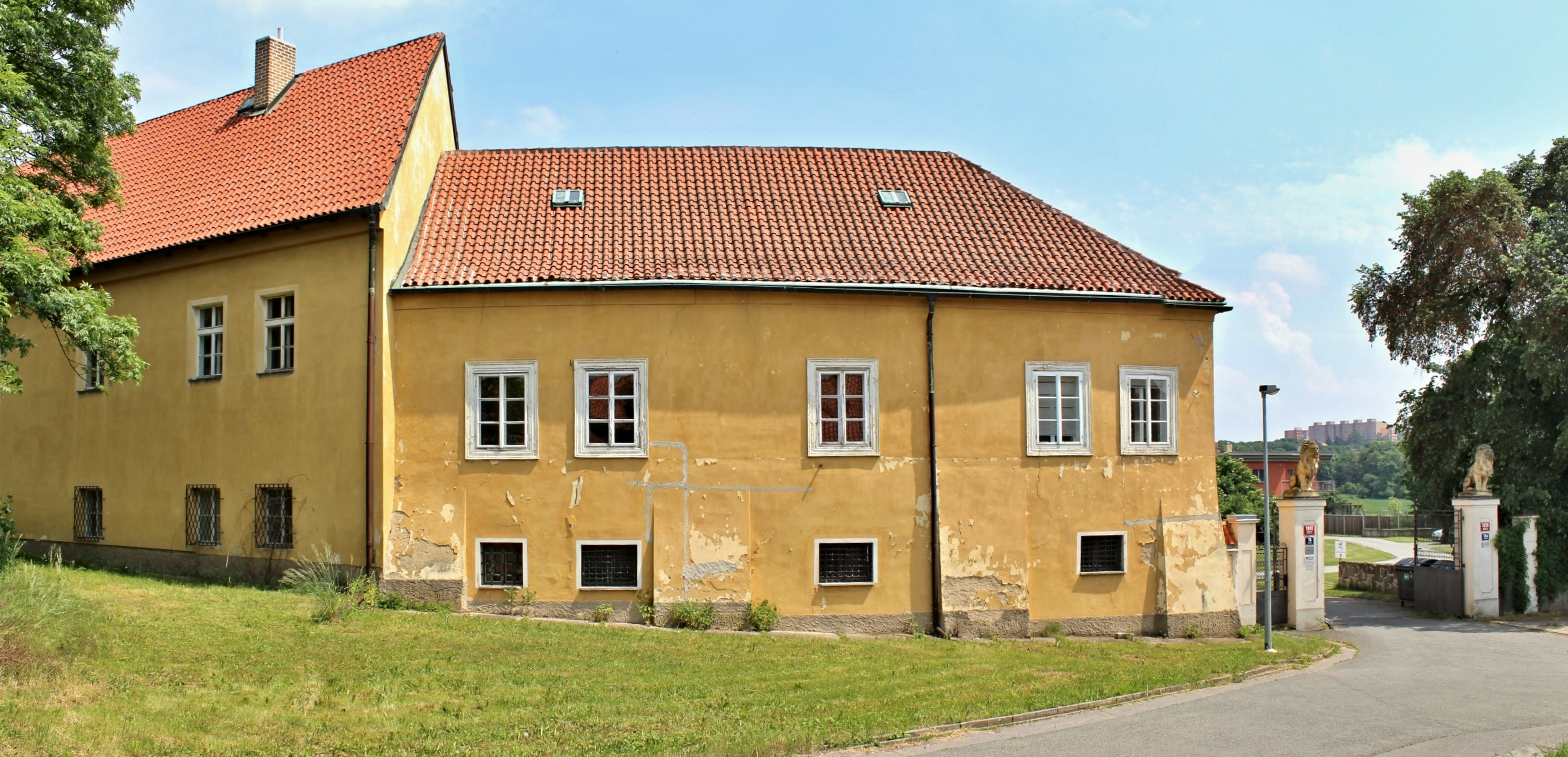
Práčský zámeček

Počátkem 20. století čítala asi 20 domovních čísel. Jádrem osady je zámek Práče, býval tam též pivovar, mlýn a hospodářský dvůr. Rybníček (nádrž na mlýnském náhonu) a zámecký park byly do roku 2006 veřejnosti přístupné, nyní jsou uzavřené. Zámek se nachází východně od práčské návsi, západně se nachází areál s budovou bývalého mlýna v jižní části a bývalého pivovaru v severní části. V areálu mlýna a pivovaru sídlí podnik Lesy hlavního města Prahy. Pivovar byl v provozu do roku 1936, část pivovaru s hvozdem byla zbořena někdy koncem 80. let 20. století. Severně, při Práčské ulici, osamoceně stojí klasicistní sýpka a vedle ní výklenková kaplička se sochou svatého Jana Nepomuckého.

## Ves a tvrz
Nejstarší písemné záznamy o vsi Práče jsou z roku 1352. V předhusitské době patřila ves staroměstským měšťanům, později klášteru augustiniánů na Karlově[zdroj?], ten ji roku 1407 vyměnil s pražským měšťanem Kašparem Čotrem za tehovské panství u Říčan. V tomtéž roce je zmiňována i tvrz. Roku 1420 zabrali Práče pražané a prodali staroměstskému písaři Mikuláši Hupmolcovi. V roce 1443 práčskou tvrz dobyli Hynek Ptáček z Pirkštejna a Jan Čabelický. Dne 20. března 1444 byla tvrz vypálena, ale pak obnovena. Roku 1592 je uváděna jako pustá a poničená.

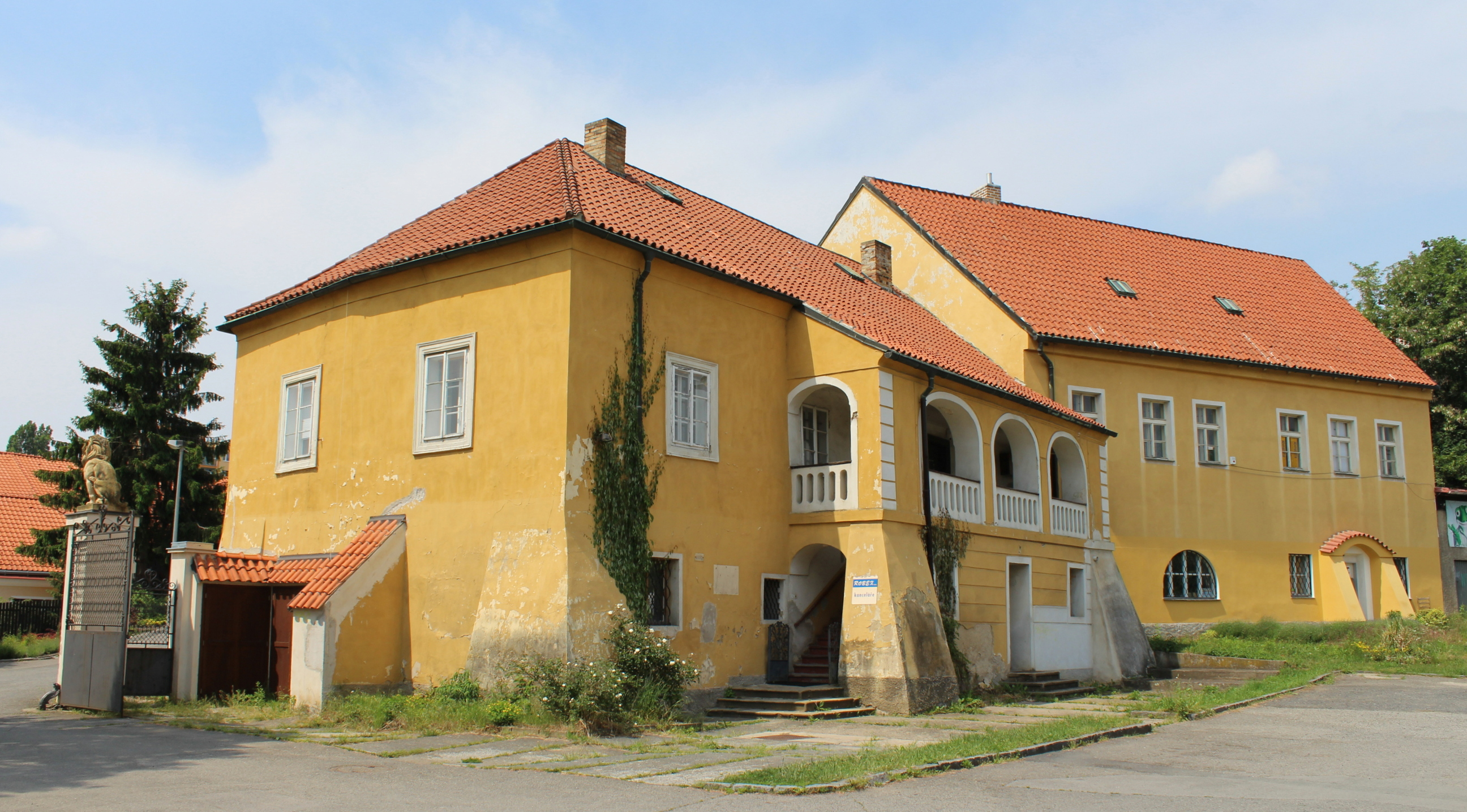
zámek Práče
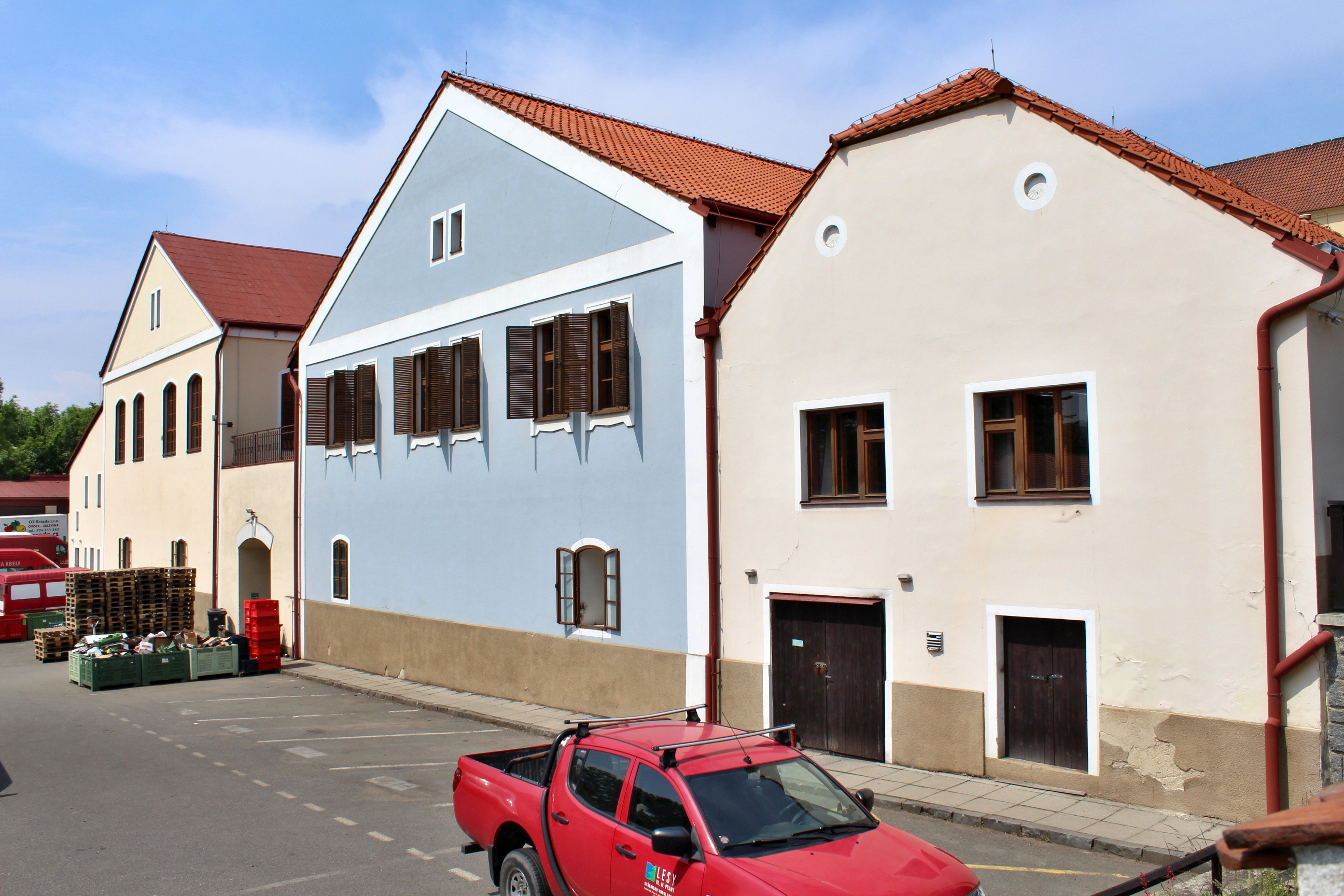
Budovy bývalého pivovaru
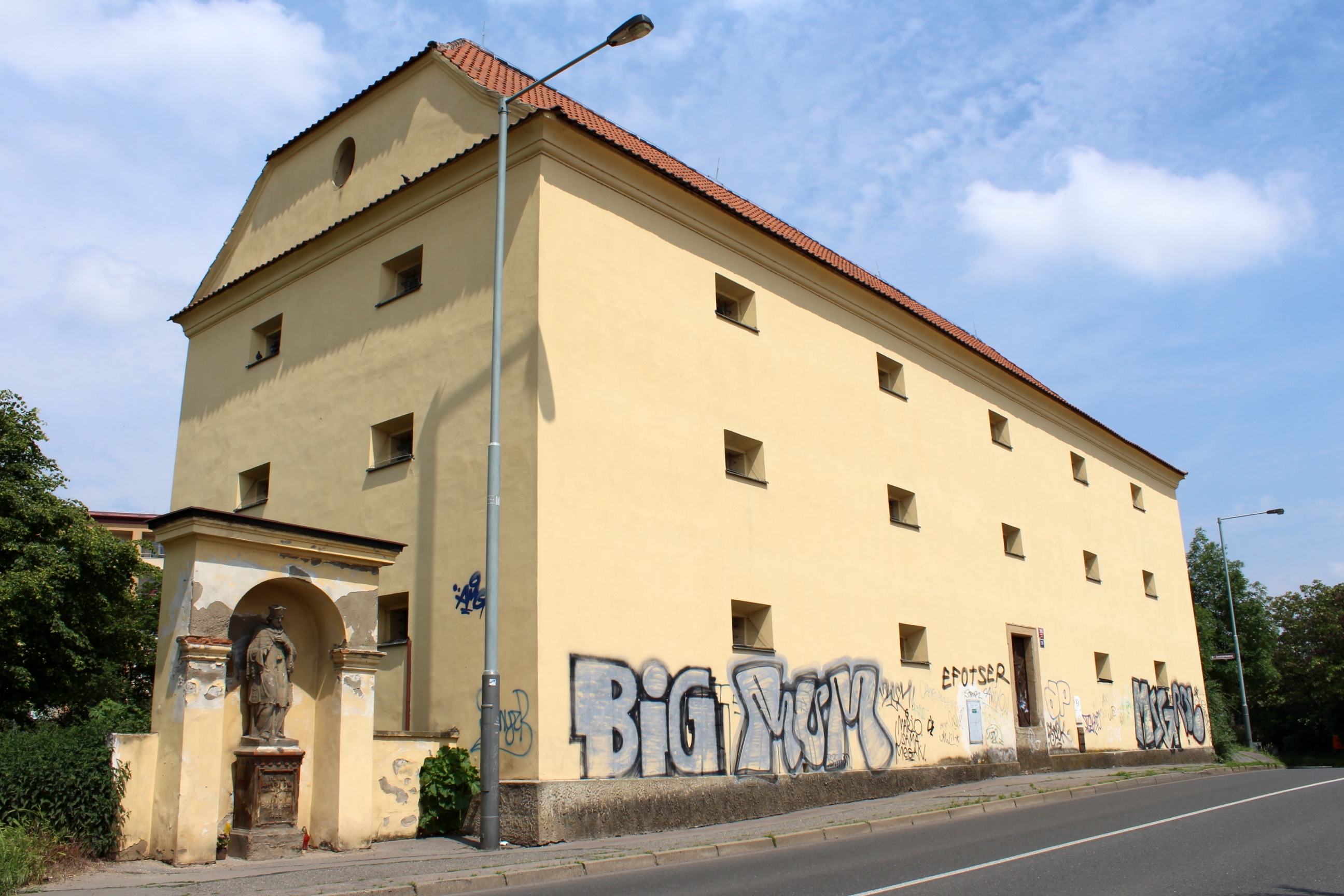
Sýpka u Práčské ulice
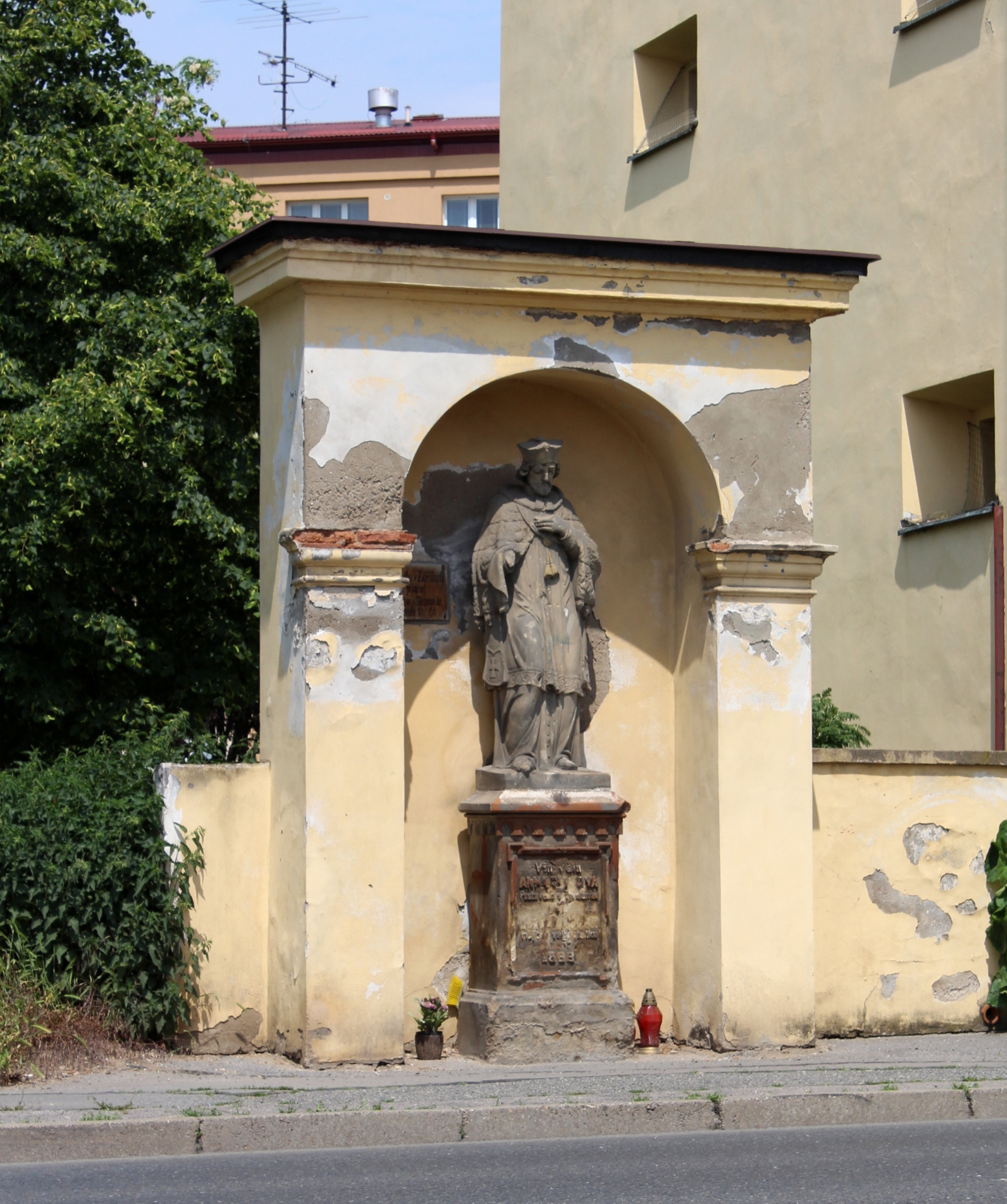
Socha sv. Jana Nepomuckého u sýpky
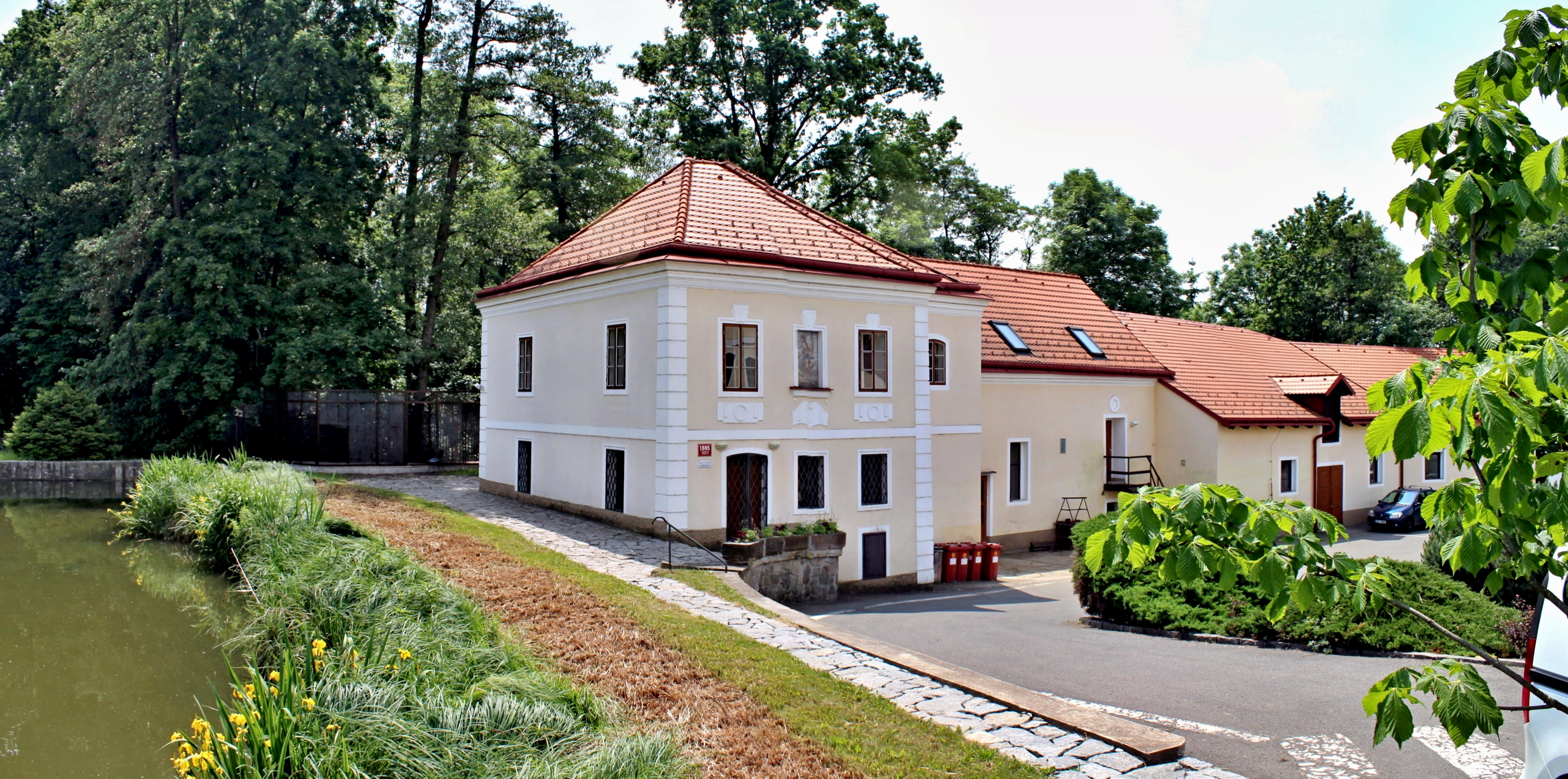
Bývalý vodní mlýn
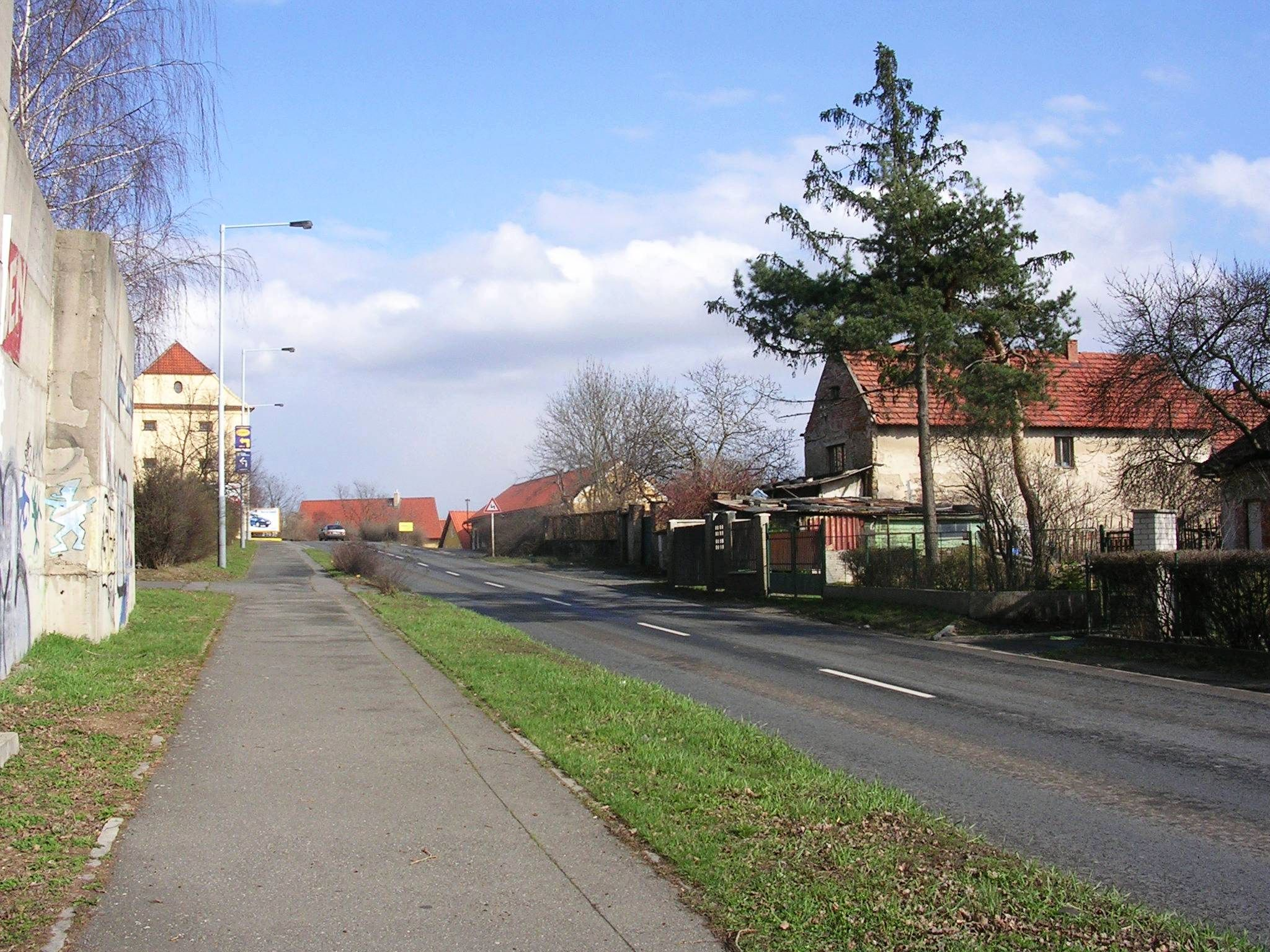
Osada Práče u dnešní Práčské ulice